# 키르기스스탄의 재외공관 목록

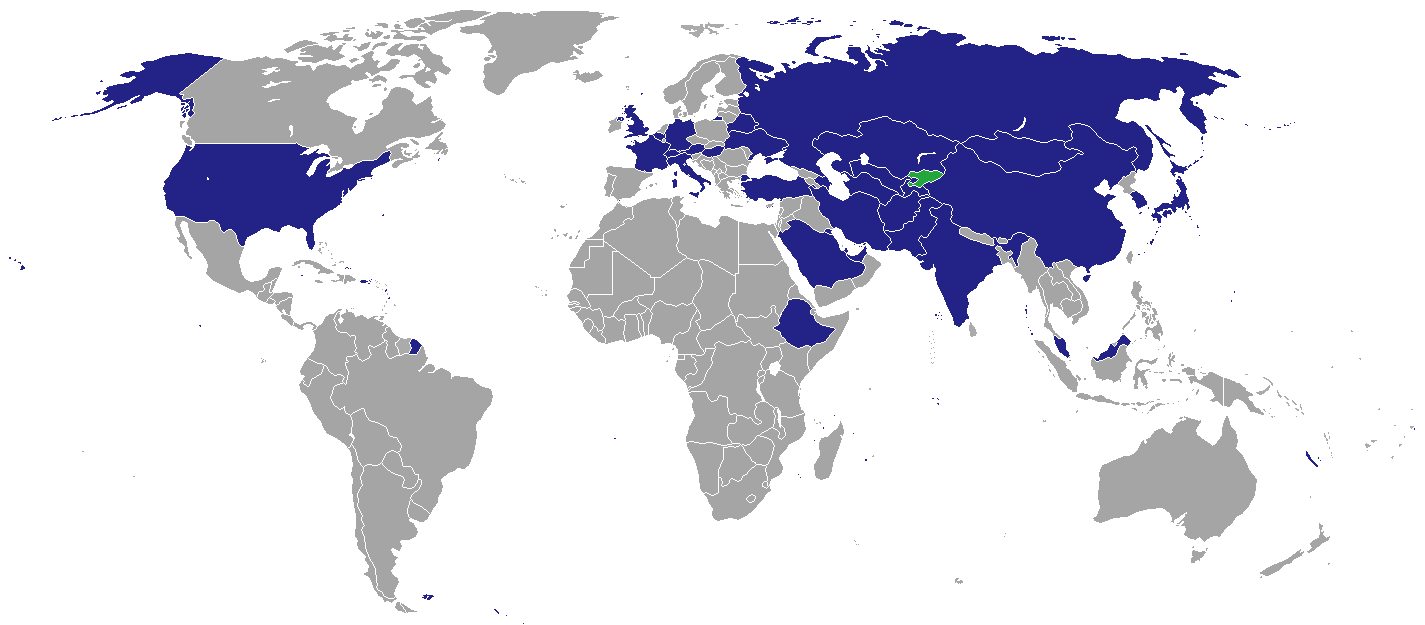
키르기스스탄 주재 재외공관들

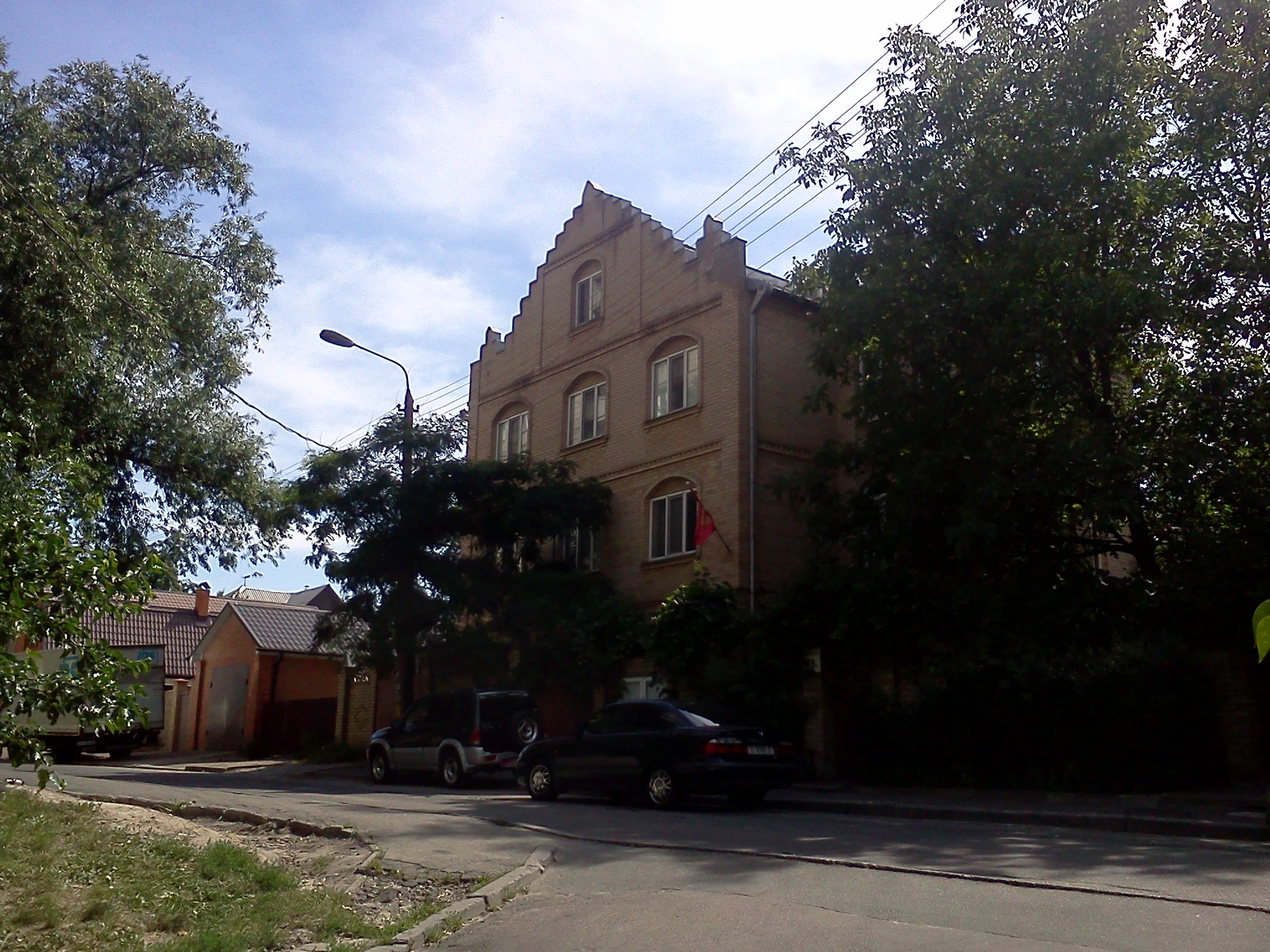
키예프 주재 키르기스스탄 대사관

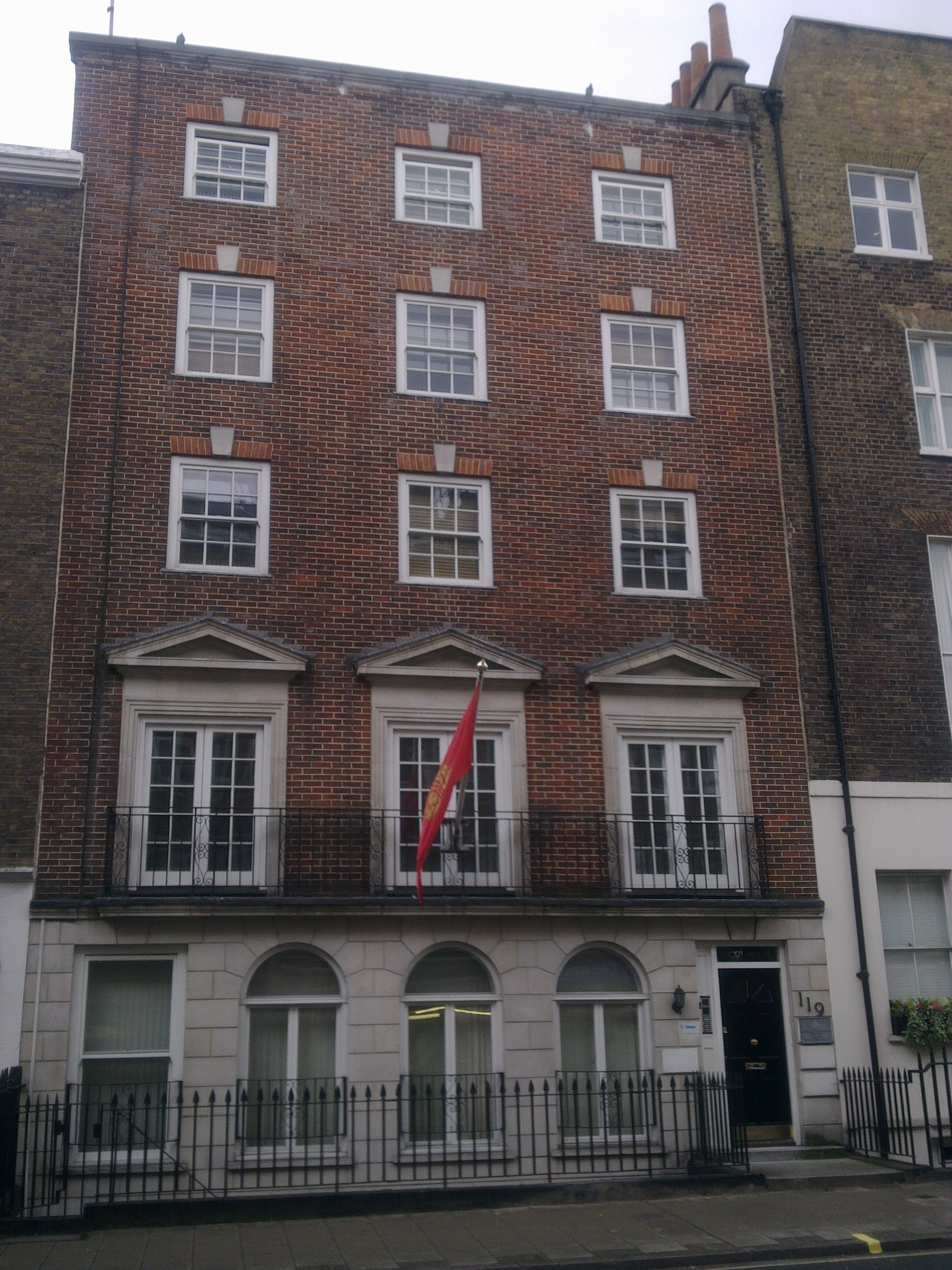
런던 주재 키르기스스탄 대사관

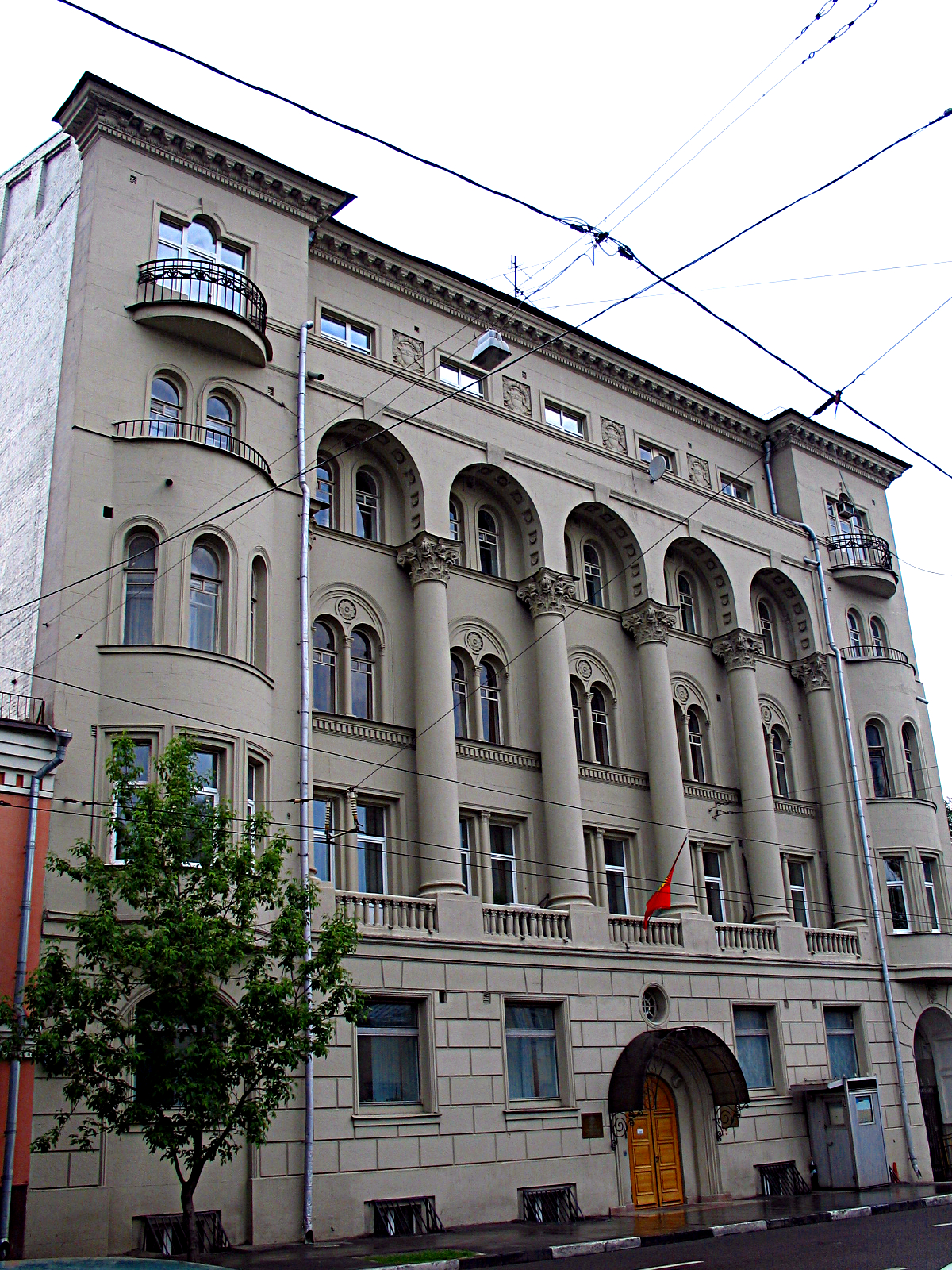
모스크바 주재 키르기스스탄 대사관

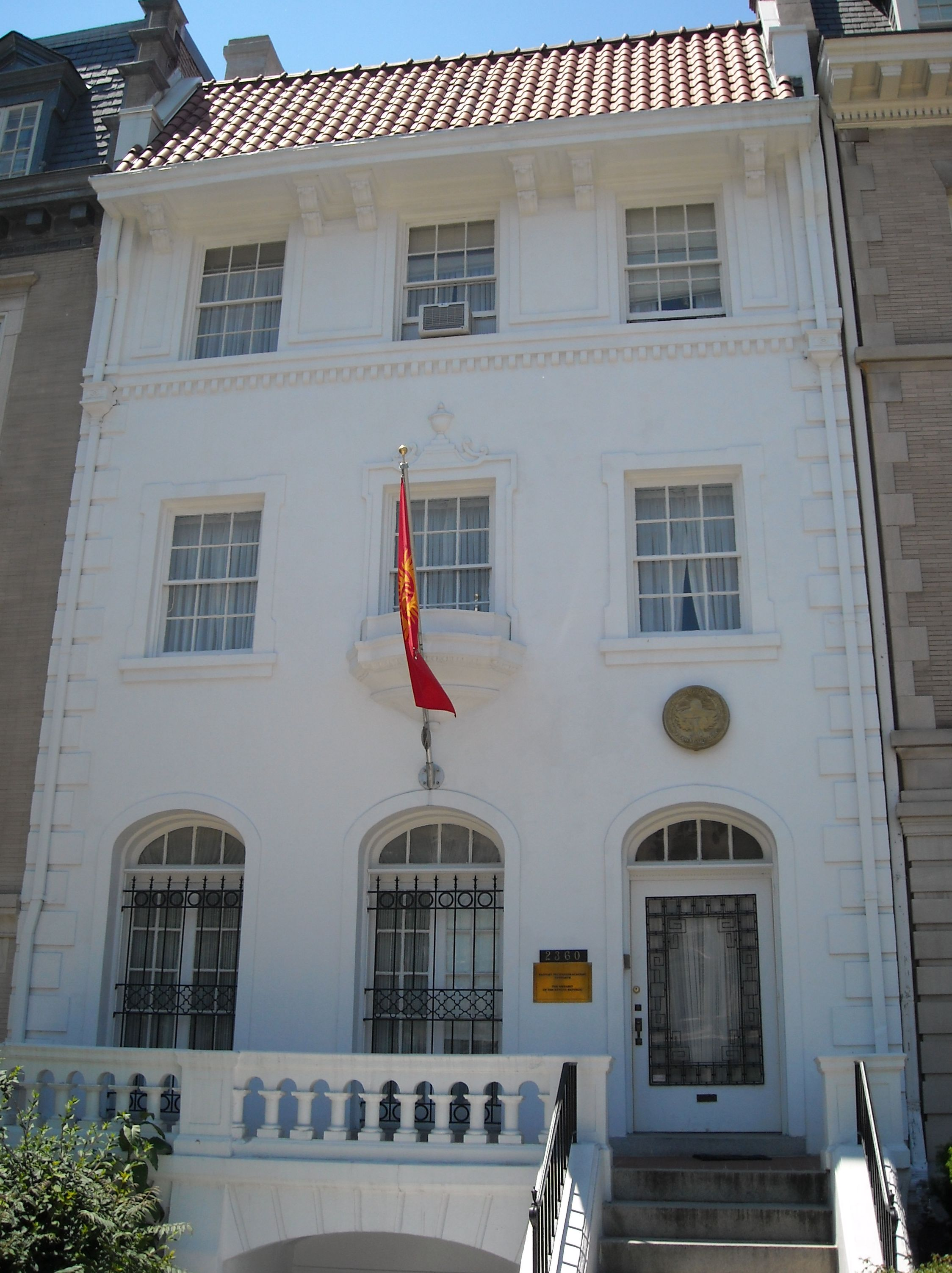
워싱턴 D.C. 주재 키르기스스탄 대사관

키르기스스탄의 재외공관 목록은 키르기스스탄 주재 대사관을 각국에 상주시켜 놓는 것을 의미하며, 키르기스스탄의 재외공관을 나열한 목록이다.

## 아메리카
- 미국 : 워싱턴 D.C. (대사관), 뉴욕 (영사 사무소)

## 아시아
- 아프가니스탄 : 카불 (대사관)
- 아제르바이잔 : 바쿠 (대사관)
- 중국 : 베이징시 (대사관), 광저우시 (총영사관), 우루무치시 (비자 사무소)
- 인도 : 뉴델리 (대사관)
- 이란 : 테헤란 (대사관), 마슈하드 (총영사관)
- 일본 : 도쿄 (대사관)
- 카자흐스탄 : 아스타나 (대사관), 알마티 (총영사관)
- 대한민국 : 서울특별시 (대사관)
- 말레이시아 : 쿠알라룸푸르 (대사관)
- 파키스탄 : 이슬라마바드 (대사관), 카라치 (총영사관)
- 사우디아라비아 : 리야드 (대사관)
- 타지키스탄 : 두샨베 (대사관)
- 튀르키예 : 앙카라 (대사관), 이스탄불 (총영사관)
- 투르크메니스탄 : 아시가바트 (대사관)
- 아랍에미리트 : 두바이 (대사관)
- 우즈베키스탄 : 타슈켄트 (대사관)

## 유럽
- 오스트리아 : 빈 (대사관)
- 벨라루스 : 민스크 (대사관)
- 벨기에 : 브뤼셀 (대사관)
- 독일 : 베를린 (대사관), 프랑크푸르트암마인 (영사 사무소)
- 러시아 : 모스크바 (대사관), 예카테린부르크 (총영사관), 노보시비르스크 (대리 영사 사무소)
- 스위스 : 제네바 (대사관)
- 우크라이나 : 키예프 (대사관)
- 영국 : 런던 (대사관)

## 국제 기구
- 주 유엔 키르기스스탄 대표부 : 뉴욕, 제네바
- 주 유럽 안보 협력 기구 키르기스스탄 대표부 : 빈
- 주 EU 키르기스스탄 대표부 : 브뤼셀

## 같이 보기
- 키르기스스탄 주재 외국공관 목록